# Guenièvre
Cet article possède un paronyme, voir Genièvre.
Pour les articles homonymes, voir Guenièvre (homonymie).

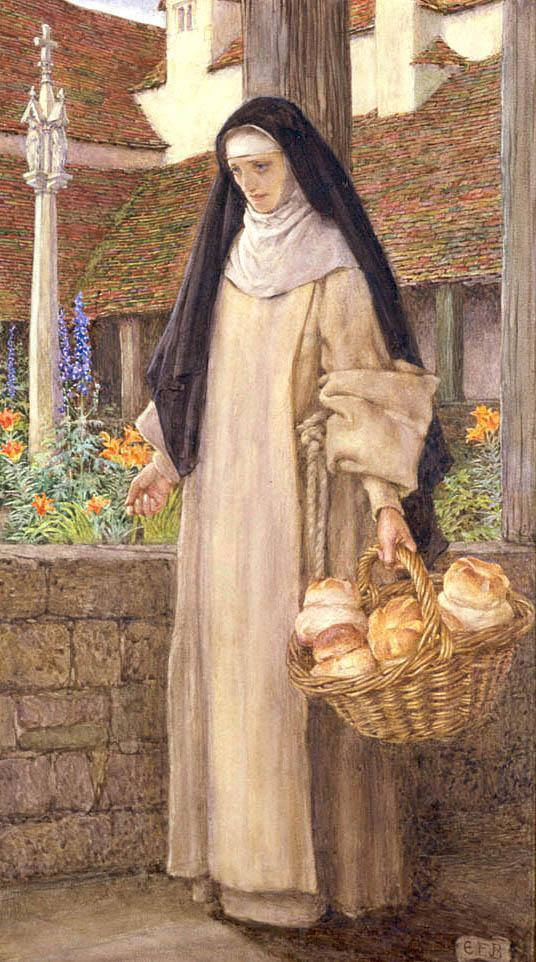
Guenièvre par Eleanor Fortescue-Brickdale.

La reine Guenièvre est un personnage de la légende arthurienne, épouse infidèle du roi Arthur. Sa relation adultère avec Lancelot du Lac est un thème récurrent du cycle.
Guenièvre est la reine du royaume de Grande Bretagne.

## Origine du nom
Le prénom Guenièvre est, de manière ultime, issu du gallois Gwenhwyfar. Il s'agit d'un composé des mots gallois gwen, gwyn « blanc, lumineux, saint » et hwyfar qui signifie soit « tendre, doux », soit « fantôme, esprit, fée ». Il est apparenté au vieil irlandais Findabair, du proto-celtique *windo- « blanc, clair, saint » et *sēbarā, « être magique » (apparenté au vieil irlandais síabair, « spectre, fantôme, être surnaturel » [habituellement au sens péjoratif]),,. 
Geoffrey de Monmouth lui donne le nom de Guanhumara en latin (bien que de nombreuses variations orthographiques se trouvent dans les divers manuscrits de son Historia Regum Britanniae). Son nom est Guennuuar dans la Vita Gildae, tandis que Giraud de Barri la nomme Wenneuereia. Dans la pièce en cornique du XVe siècle Bewnans Ke, elle s'appelle Gwynnever. L'écrivain anglais Thomas Malory au XVe siècle écrit son nom Gwenyvere. La forme anglaise traditionnelle correspondant à Guenièvre est Guinevere, issue de l'anglo-normand.

## Famille
Guenièvre est généralement présentée comme la fille du roi Léodagan de Carmélide qui avait de très bonnes relations avec le roi Arthur et permit ainsi leur rencontre. Néanmoins, la Triade galloise no 57 cite trois Gwenhwyfars possibles comme épouse d’Arthur, respectivement filles de Cywryd de Gwent, de Gwythyr ap Greidawl et de Gogrfan Gawr (Le Géant). Selon Geoffroy de Monmouth, elle était descendante d’une grande famille romaine et ne fut pas élevée par ses parents mais devint pupille de Cador de Cornouailles, son cousin dans le Roman de Brut. Aucun texte ne mentionne le nom de sa mère et on ne lui connaît pas d’enfant. Culhwch ac Olwen ainsi que les Triades no 53 et 84 lui attribuent une sœur nommée Gwenhwyfach. Dans les Triades on dit les sœurs en conflit, ce qui aurait causé la bataille de Camlann. Une demi-sœur et un frère de Guenièvre apparaissent comme personnages antagonistes, l'une dans le Lancelot-Graal et l'autre dans Diu Crône.

## Personnage

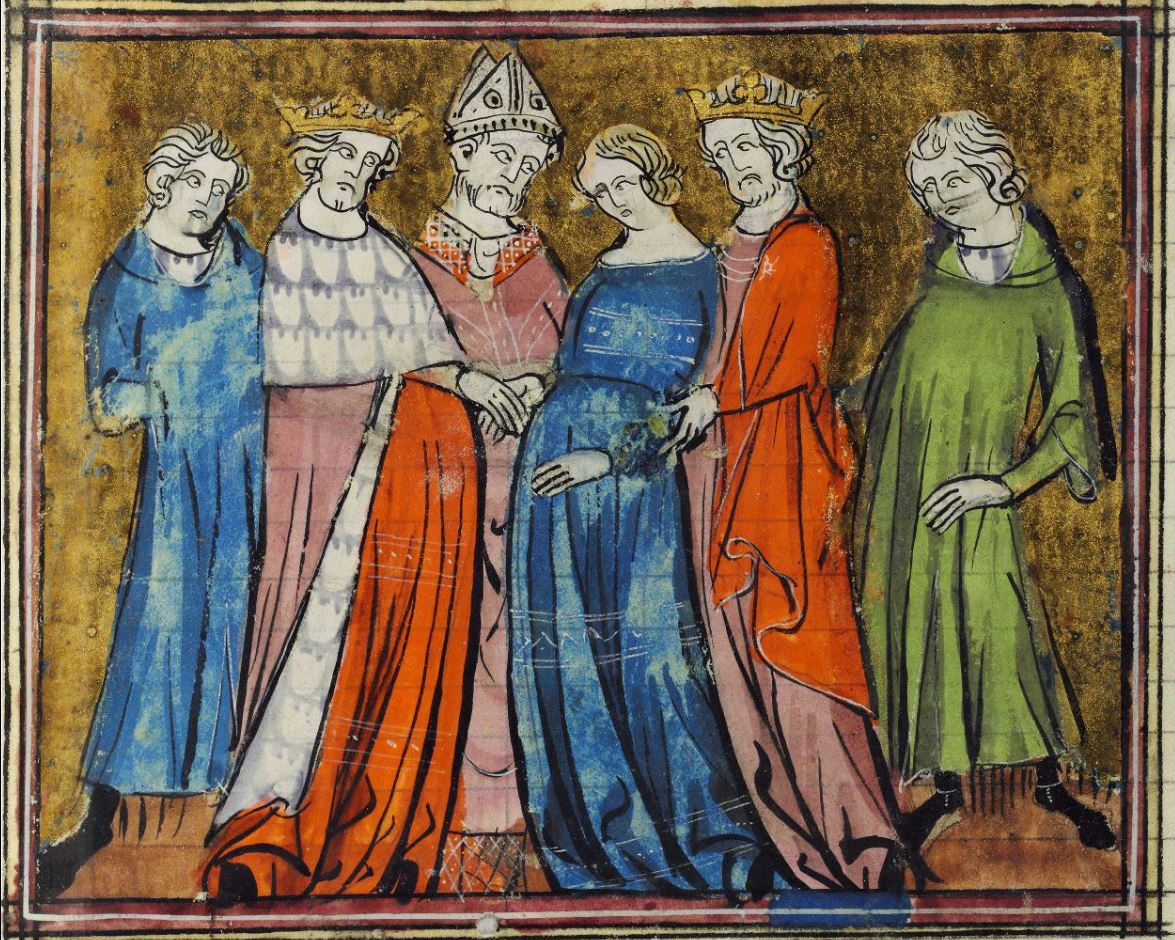
Fiançailles d'Arthur et Guenièvre, enluminure du XIVe siècle.

Guenièvre ne fait l’objet au mieux que de courtes mentions dans les chroniques. Son personnage s’étoffe à partir du XIIe siècle dans la littérature proprement dite, chez Chrétien de Troyes par exemple, qui répond peut-être aux attentes d’un public de dames nobles de la cour de Marie de Champagne intéressées par les personnages féminins. Dans le cycle arthurien, développé sur quelques siècles par de nombreux auteurs, elle apparait tantôt comme un personnage entièrement négatif, faible ou opportuniste, tantôt comme une dame remplie de qualités mais victime de la fatalité.
Les intrigues auxquelles elle est mêlée varient dans le détail au fil du cycle. La synthèse suivante récapitule les principales.
Elle est la fille du roi Léodagan, qui a servi Uther Pendragon et qui est parmi les premiers à reconnaître Arthur. Lorsque ce dernier accourt à son aide, il rencontre Guenièvre. Ils s’éprennent l’un de l’autre et convolent, mais à l’arrivée de Lancelot du Lac à la cour, c’est le coup de foudre immédiat et le début d’une relation adultère qui ne sera découverte que plus tard par le roi, lorsqu’il constate à l’issue d’un festin l’absence simultanée des amants. Agravain et Mordred, fils et beau-fils du roi Lot, s’étant portés témoins du forfait, pression est faite sur Arthur pour qu’il fasse périr Guenièvre sur le bûcher. Il s’y résout à contrecœur. Lancelot ayant promis de sauver la reine avec l’aide de sa parentèle, Arthur fait protéger le site de l’exécution par les autres chevaliers. Lancelot a le dessus, Gaheris et Gareth, frères de Gauvain, sont tués au combat. Gauvain pousse Arthur à poursuivre Lancelot en France où il s’est réfugié. En prévision de sa campagne française, Arthur laisse Guenièvre, semble-t-il amnistiée, à la garde de Mordred. À peine le roi parti, Mordred révèle ses intentions de s’emparer du trône et d’épouser Guenièvre. Celle-ci, selon les versions, accepte ou s’enfuit pour se réfugier à la tour de Londres et enfin dans un couvent. Ayant appris les nouvelles, Arthur retourne en Bretagne, affronte Mordred à Camlann et le tue, mais lui-même est mortellement blessé. Il est emmené par Morgane à Avalon. Quant à Guenièvre, après une dernière rencontre avec Lancelot, elle se retire dans son couvent pour y finir ses jours.

## Les enlèvements de Guenièvre

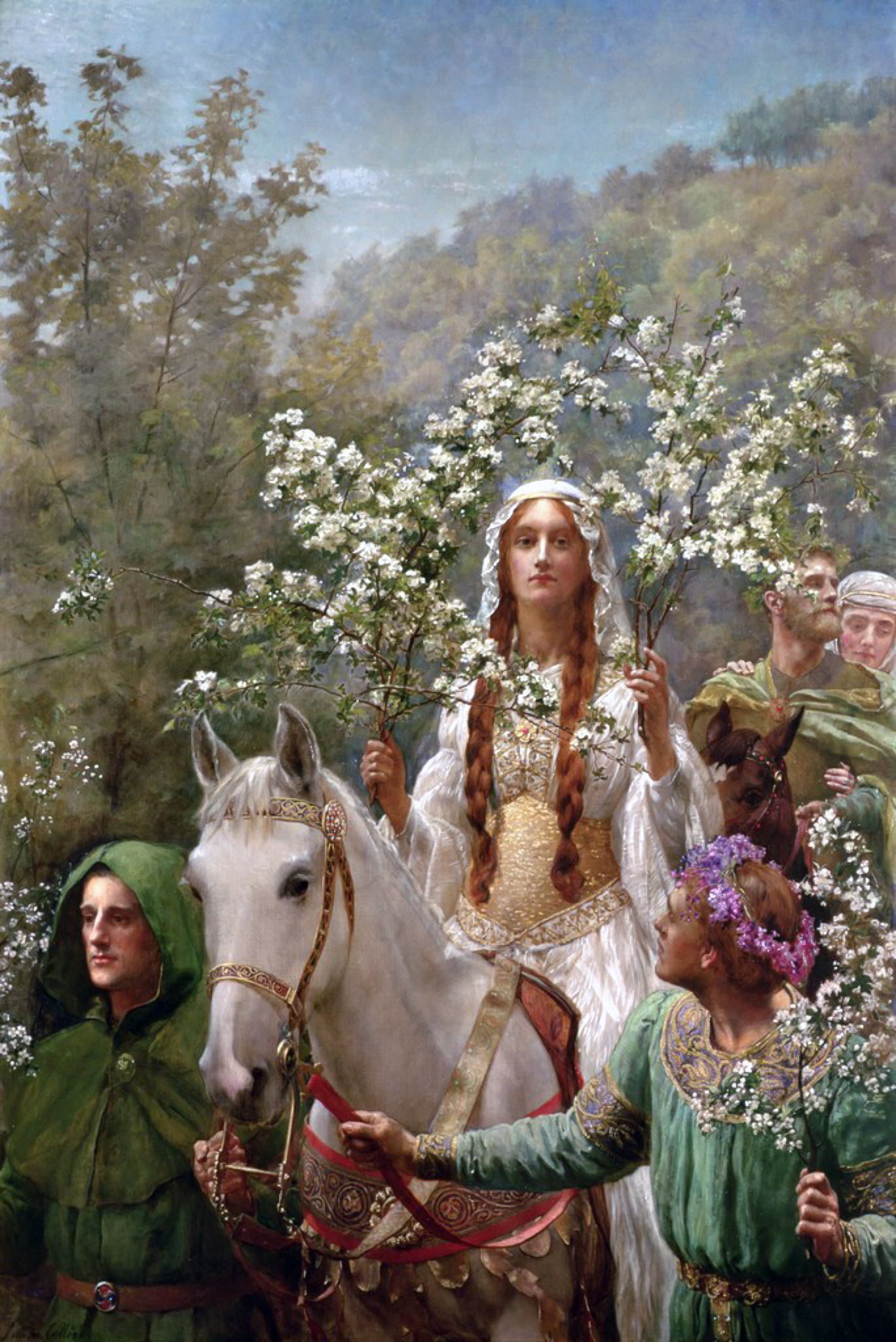
Le mai de la reine Guenièvre

Le thème de l’appropriation de Guenièvre, par enlèvement ou séduction, apparaît déjà dans les sources galloises. Dans la Vie de Gildas (av. 1136) du moine Caradoc de Llancarfan, elle est enlevée par Melwas (Méléagant ?), roi de l’Æstiva Regio (« Pays de l’Été », peut-être le Somerset), et emprisonnée à Glastonbury. Après une recherche d’un an, Arthur la localise et se prépare à venir la reprendre avec une armée ; la guerre est évitée grâce à l’entremise de Gildas et le couple est réuni. L’archivolte de la Porta della Pescheria (portail nord) de la cathédrale de Modène, construite entre 1099 et 1184, porte une représentation de cet épisode. Selon Geoffroi de Monmouth, Guanhumara (Guenièvre), issue d’une grande famille romaine, est laissée par son mari Arthur à la garde de Mordred lorsque lui-même part sur le continent attaquer l’empereur fictif Lucius Hiberius ; Mordred usurpe le trône et la reine. À partir de Chrétien de Troyes, elle devient l'amante de Lancelot, mais selon une tradition reflétée dans le Roman de Yder (~1210) et La Folie Tristan du manuscrit de Berne, son amant serait Yder. En tout état de cause, Guenièvre est souvent enlevée ou séduite. 

## Interprétations
Si l’immense majorité des textes médiévaux s’ancrent dans une morale chrétienne de la fidélité et du péché, et c’est par ce prisme que le ou les adultères de Guenièvre sont expliqués pendant des siècles, des reconstructions modernes (de folkloristes ou de mythographes comparatistes), réinterprètent ceux-ci non pas comme faute, mais comme symbole de la mutation cyclique de la souveraineté et de la fertilité.
Ainsi, outre les interprétations psychologiques, morales ou courtoises de son infidélité, des spécialistes ont proposé qu’elle ferait originellement partie des reines symboles de souveraineté : les enlever revient à s’emparer du royaume de leur mari. Le médiéviste Roger Sherman Loomis (1887-1966) voyait pour sa part Guenièvre comme une sorte de Perséphone celtique. Le fait qu’elle soit souvent tenue prisonnière dans un lieu qui l’isole du monde et la proximité étymologique des noms de son ravisseur (Mordred, Melwas, Meleagant, Meljakanz, Melianz etc.) ont pu inciter à voir dans ce dernier un personnage surnaturel unique, maître comme Hadès du monde infernal. Le délai d’un an nécessaire pour qu’Arthur récupère Guenièvre dans la Vie de Gildas pourrait aller dans le sens d’un mythe comparable à celui de Perséphone, dont certains voient un équivalent dans l’enlèvement de Bláthnat par Cú Roí de la mythologie irlandaise.

## Adaptations
Dans l'immense littérature relative au roi Arthur, on signalera les œuvres touchant de plus près le rôle féminin de Guenièvre.

### Romans
- Cycle d'Avalon : Les Dames du lac et Les Brumes d'Avalon (The Mists of Avalon), Marion Zimmer Bradley, 1983
- Guenièvre (Queen of Camelot), Nancy McKenzie, 2005, Pocket
- Cycle L'Ascension de Camelot (Camelot Rising Trilogy, 2019-2021), Kiersten White (en), De Saxus, 2021-2022

### Bande dessinée
- Pour l'amour de Guenièvre de Jean-Claude Servais en 1992 ;
- Gwenwyfar la guerrière, tome 8 de la série Arthur de David Chauvel et Jérôme Lereculey, 2006.

### Cinéma
- Le roi Arthur et les chevaliers de la Table ronde (Re Artù e i cavalieri della tavola rotonda, 1910), de Giuseppe De Liguoro
- Les Chevaliers de la Table ronde (1953) de Richard Thorpe
- Lancelot chevalier de la reine (Lancelot and Guinevere, 1963) de Cornel Wilde
- Camelot (Camelot, 1967) de Joshua Logan, adaptation du musical de Lerner et Loewe
- Excalibur de John Boorman, 1981
- Lancelot, le premier chevalier de Jerry Zucker, 1995
- Le Roi Arthur, film américain d'Antoine Fuqua, 2004
- Kaamelott : Premier Volet, film Français d'Alexandre Astier, 2021

### Télévision
- Merlin, série télévisée anglaise, 2009
- Guinevere (Guenièvre, l'autre légende), téléfilm australien féministe sur la légende d'Arthur réalisé en 1994 par Jud Taylor, sorti en France en vidéo en 1998, avec Sheryl Lee, Sean Patrick Flanery, Noah Wyle et Donald Pleasence
- Camelot, sortie en 2011, série télévisée de Michael Hirst, se basant essentiellement sur Le Morte d'Arthur
- Guenièvre Jones, série télévisée australo-canadienne
- Kaamelott, série télévisée française d'Alexandre Astier (Diffusée sur les chaines du Groupe M6).
- Merlin, série télévisée française (2012 - 2 épisodes) avec Gérard Jugnot, Joséphine de Meaux, Marilou Berry, Michel Vuillermoz, Jean-Baptiste Maunier
- Once Upon a Time, série télévisée américaine (2016).

### Actrices ayant joué le rôle de la reine Guenièvre

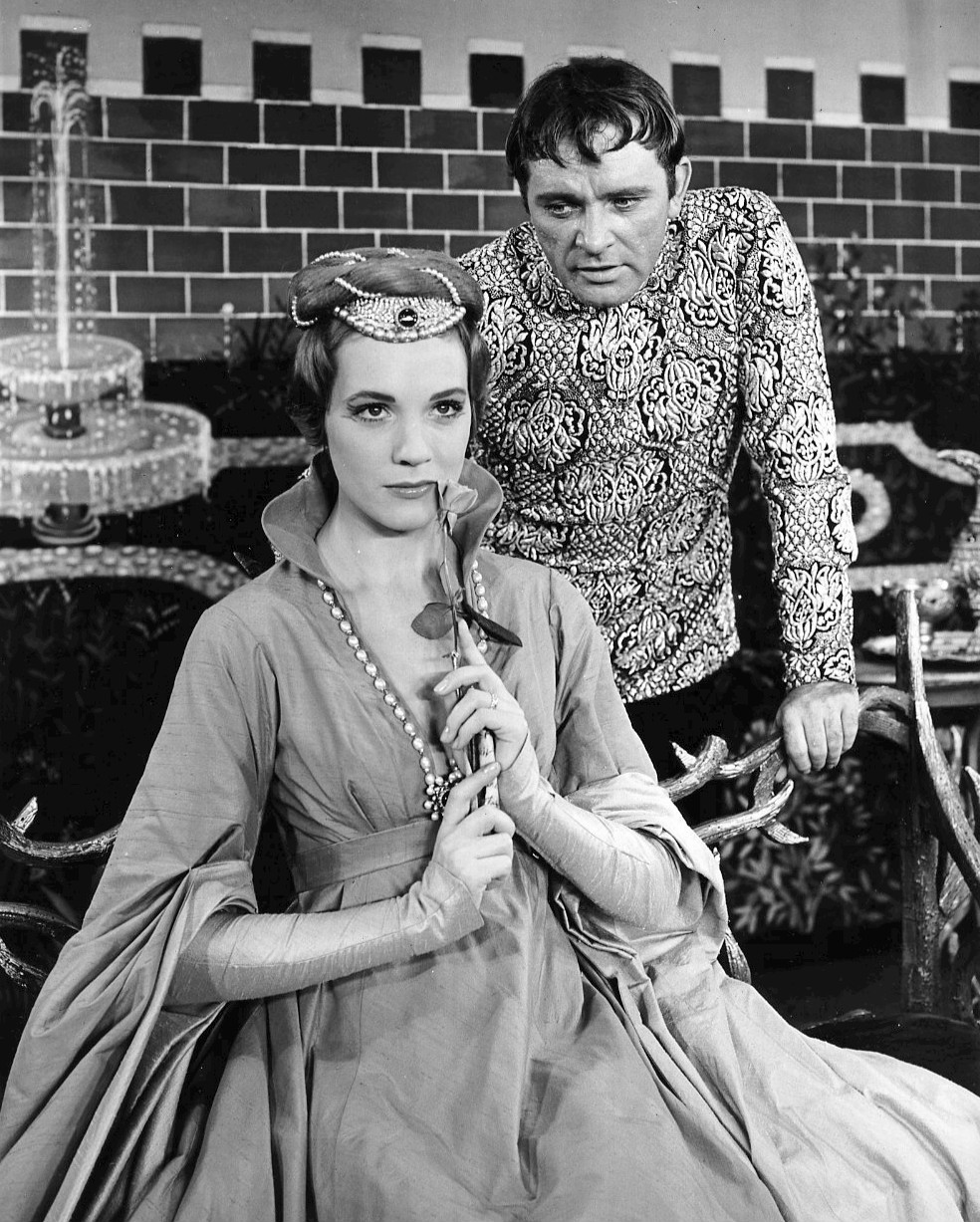
Julie Andrews dans le rôle de Guenièvre dans la comédie musicale Camelot, ici avec Richard Burton.

- Ava Gardner dans Les Chevaliers de la Table ronde (Knights of the Round Table) réalisé par Richard Thorpe en 1953
- Julie Andrews dans la comédie musicale Camelot en 1960.
- Jean Wallace dans Lancelot chevalier de la reine (Lancelot and Guinevere) de Cornel Wilde, 1963
- Vanessa Redgrave dans Camelot (Camelot) réalisé par Joshua Logan en 1967
- Laura Duke Condominas dans Lancelot du Lac de Robert Bresson en 1974
- Marie-Christine Barrault dans Perceval le Gallois d'Éric Rohmer en 1978.
- Cherie Lunghi dans Excalibur en 1981.
- Kathleen Barr dans Le Roi Arthur et les Chevaliers de Justice (King Arthur and the Knights of Justice) (série télévisée de 1992)
- Sheryl Lee dans Guenièvre, l'autre légende (Guinevere) (téléfilm réalisé par Jud Taylor en 1994)
- Julia Ormond dans Lancelot, le premier chevalier (First Knight) de Jerry Zucker en 1995
- Lena Headey dans le téléfilm Merlin de 1998
- Amanda Donohoe dans Le Chevalier hors du temps (A Knight in Camelot TV, 1998)
- Samantha Mathis dans Les Brumes d'Avalon (The Mists of Avalon), téléfilm d'Uli Edel (2001)
- Keira Knightley dans Le Roi Arthur en 2004
- Anne Girouard dans la série télévisée Kaamelott de 2005
- Angel Coulby dans la série télévisée Merlin (2009)
- Tamara Hope dans la télésérie canadienne Guenièvre Jones
- Tamsin Egerton dans la série télévisée Camelot (2011)
- Camille Lou dans la comédie musicale La légende du roi Arthur (2015-2016)

### Musique
- Guinnevere, chanson de Crosby, Stills & Nash dans leur album éponyme en 1969

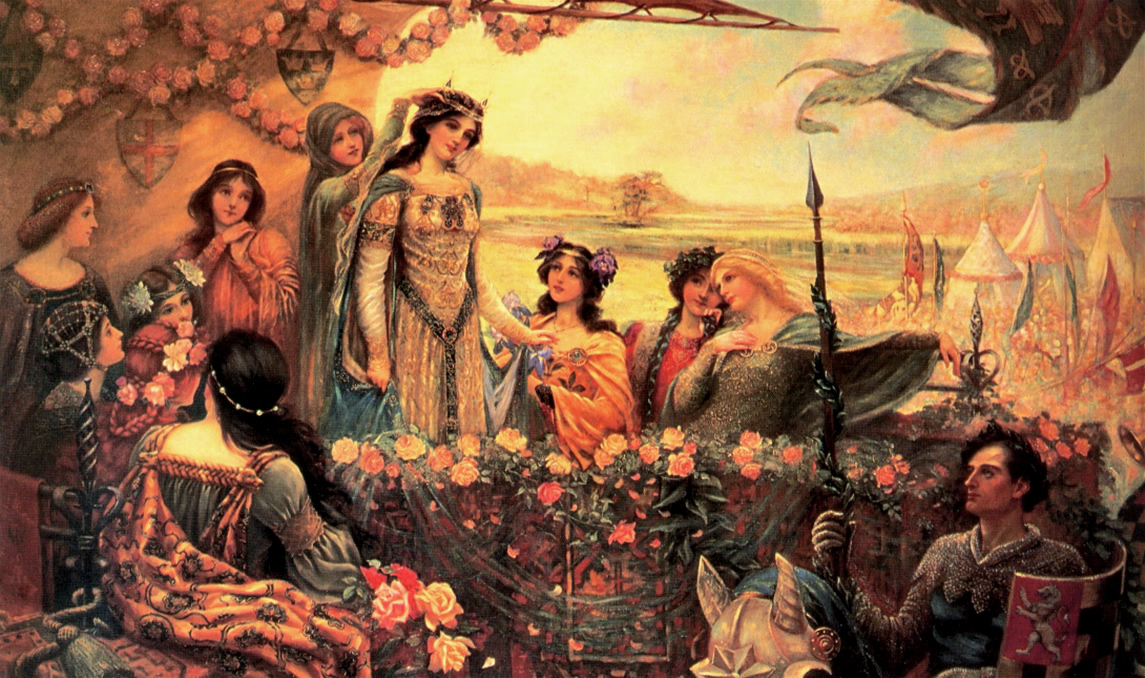
Lancelot and Guinevere, Herbert Draper

- Rick Springfield, Album : Beautiful Feelings (en), 1984
- La Légende du roi Arthur, spectacle musical avec Camille Lou et Florent Mothe.

### Peinture
- Arthur's Tomb The Last Meeting of Lancelot and Guinevere, par Dante Gabriel Rossetti, 1854
- Queen Guinevere par William Morris, 1858
- Lancelot and Guinevere par Herbert Draper
- Sir Lancelot and Queen Guinevere par James Archer

## Hommage
- L'astéroïde (2483) Guenièvre a été nommé d'après Guenièvre[12], ainsi que très probablement l'astéroïde (613) Ginevra[13].

### Sources
Les citations de la section Dame courtoise sont extraites de Lancelot ou le Chevalier à la charrette par Chrétien de Troyes, préface et traduction de Mireille Demaules, Paris, Gallimard, coll. Folio, 1996.